# Marylebone Road

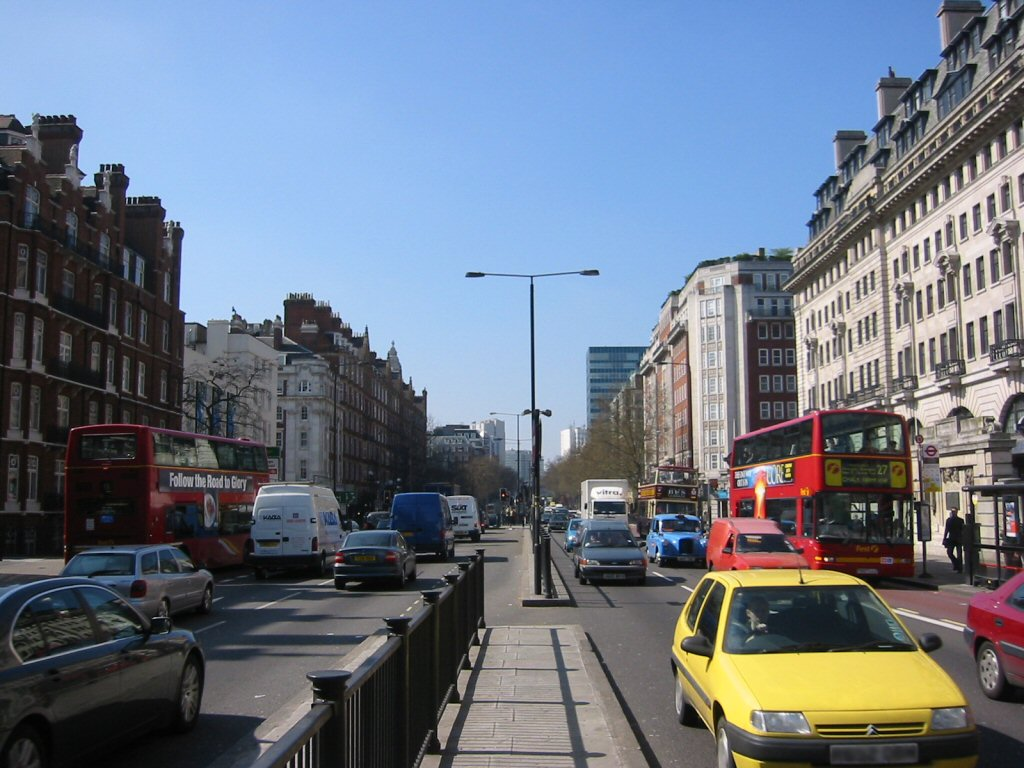
Marylebone Road, gezien in westelijke richting naar de kruising met Baker Street

Marylebone Road is een belangrijke verkeersader in het centrum van Londen. De weg loopt van oost naar west, vanaf Euston Road nabij Regent’s Park naar de uitvalsweg A40 bij Paddington.
De straat maakt deel uit van de centrale ringweg London Inner Ring Road en van de begrenzing van het gebied in het centrum van de stad waar tol wordt geheven. Het verkeer heeft de beschikking over drie rijbanen in beide richtingen, maar de verkeersdrukte zorgt niettemin herhaaldelijk voor filevorming.
De weg werd aangelegd in 1756 en diende destijds al als rondweg langs de noordkant van het bebouwde gebied. De eerste deel van de straatnaam wordt uitgesproken als mar(i)liboon. De naam verwijst naar een kerk die St Mary’s heette en stond aan de oever van een stroompje dat Tybourne heette. De kerk en omgeving kreeg daardoor de benaming St Mary at the bourne, wat verbasterd raakt tot de huidige naam.
Aan Marylebone Road ligt het befaamde wassenbeeldenmuseum Madame Tussauds en het aangrenzende planetarium. Het planetarium werd eind april 2006 gesloten en richt zich als onderdeel van Madame Tussauds, ondanks protesten, voortaan niet meer op de sterrenhemel maar op het sterrendom.